# Aryam Abreu Delgado
Aryam Abreu Delgado (9 de julio de 1978) es un Gran Maestro Internacional de ajedrez cubano.

## Palmarés
Fue subcampeón del Abierto del Albariño, en Cambados, en 2005, campeón del Abierto Villa de Mislata, en 2005, campeón del Capablanca in memoriam, en 2008, campeón del Abierto rápidas Villa de Bilbao, en 2008, campeón del II Torneo internacional de ajedrez ciudad de Medina de Pomar, en 2011.